# Ernesto Mombelli
Ernesto Mombelli (né en 1867 et mort en 1932) est un militaire et un homme politique italien, un général qui combattit durant la Première Guerre mondiale et fut gouverneur de la Cyrénaïque.

## Biographie
Ernesto Mombelli fut successivement sous-officier puis officier dans l'infanterie. Colonel et attaché militaire à Constantinople en 1913, il fut commandant de la 36e division Brescia avant de devenir commandant du Corps expéditionnaire en Macédoine en juin 1917 et fit la campagne avec l'Armée française d'Orient et reçu l'ordre militaire de Savoie en 1920.
Il fut aide de camp du roi Victor-Emmanuel II de 1922 à 1925.

### Gouverneur de la Cyrénaïque
Il reçut le poste de gouverneur de la Cyrénaïque en 1924 en remplacement de Luigi Bongiovanni et le transmit à Attilio Teruzzi le 2 décembre 1926.